# Juan Pablo Meza
Juan Pablo Meza (13 de agosto de 1993, Culiacán, Sinaloa, México) es un futbolista mexicano, juega como defensa central y su actual equipo es el Dorados de Sinaloa de la Liga de Expansión MX.

## Estadísticas
Actualizado el 20 de abril de 2023.
| Dorados de Sinaloa · México      | 2.ª                 | 2012-13             | 0   | 0 | 3  | 0 | - | - | 3   | 0 |
| Dorados de Sinaloa · México      | 2.ª                 | 2013-14             | 1   | 0 | 6  | 0 | - | - | 7   | 0 |
| Dorados de Sinaloa · México      | 2.ª                 | 2014-15             | 2   | 0 | 6  | 0 | - | - | 8   | 0 |
| Dorados de Sinaloa · México      | 2.ª                 | 2016                | 17  | 1 | 3  | 0 | - | - | 20  | 1 |
| Dorados de Sinaloa · México      | 2.ª                 | 2018                | 15  | 0 | 2  | 0 | - | - | 17  | 0 |
| Dorados de Sinaloa · México      | 2.ª                 | 2018-19             | 12  | 0 | 3  | 0 | - | - | 15  | 0 |
| Dorados de Sinaloa · México      | 2.ª                 | 2019-20             | 17  | 0 | 3  | 0 | - | - | 20  | 0 |
| Dorados de Sinaloa · México      | 2.ª                 | 2022-23             | 13  | 0 | -  | - | - | - | 13  | 0 |
| Dorados de Sinaloa · México      | Total               | Total               | 68  | 1 | 26 | 0 | 0 | 0 | 94  | 1 |
| Correcaminos · México            | 2.ª                 | 2015-16             | 22  | 0 | 4  | 0 | - | - | 26  | 0 |
| Correcaminos · México            | Total               | Total               | 22  | 0 | 4  | 0 | 0 | 0 | 26  | 0 |
| C. Tijuana · México              | 1.ª                 | 2017                | 0   | 0 | 1  | 0 | - | - | 1   | 0 |
| C. Tijuana · México              | Total               | Total               | 0   | 0 | 1  | 0 | 0 | 0 | 1   | 0 |
| Querétaro F. C. · México         | 1.ª                 | 2020-21             | 9   | 0 | -  | - | - | - | 9   | 0 |
| Querétaro F. C. · México         | 1.ª                 | 2021-22             | 7   | 0 | -  | - | - | - | 7   | 0 |
| Querétaro F. C. · México         | Total               | Total               | 16  | 0 | 0  | 0 | 0 | 0 | 16  | 0 |
| Total en su carrera              | Total en su carrera | Total en su carrera | 106 | 1 | 31 | 0 | 0 | 0 | 137 | 1 |
| (1) Incluye datos de la Copa MX. |                     |                     |     |   |    |   |   |   |     |   |